# Gmina Kleczew
Die Gmina Kleczew [ˈklɛt͡ʂɛf] ist eine Stadt-und-Land-Gemeinde im Powiat Koniński der Woiwodschaft Großpolen in Polen. Ihr Sitz ist die gleichnamige Stadt (deutsch Kleczew) mit etwa 4150 Einwohnern.

## Gliederung
Zur Stadt-und-Land-Gemeinde (gmina miejsko-wiejska) Kleczew gehören die Stadt selbst und 20 Dörfer mit Schulzenämtern (sołectwa): 
- Adamowo
- Budzisław Górny
- Budzisław Kościelny (Büßlau 1943–1945)
- Izabelin
- Jabłonka (Appelfeld 1943–1945)
- Janowo
- Kalinowiec (Miedendorf 1943–1945)
- Kamionka
- Marszewo
- Miłaczew
- Nieborzyn (Reichhofen 1943–1945)
- Przytuki
- Roztoka
- Sławoszewek (Ruhmingen 1943–1945)
- Sławoszewo
- Tręby Nowe
- Wielkopole (Blachenfeld 1943–1945)
- Wola Spławiecka
- Zberzyn
- Złotków (Goldenwiek 1943–1945)